# Battaglia di Fort Frontenac
La battaglia di Fort Frontenac si svolse il 26–28 agosto 1758 nel corso della guerra dei sette anni (chiamata guerra franco-indiana in America del Nord) tra Francia e Gran Bretagna. Il luogo in cui si svolse è Fort Frontenac, una fortificazione e trading post francese situata dove oggi sorge Kingston (Ontario), all'estremità orientale dove il lago Ontario si unisce al San Lorenzo.
Il tenente colonnello britannico John Bradstreet guidò oltre 3000 uomini, di cui circa 150 erano regolari ed il resto milizie. L'esercito assediò i 110 abitanti della fortezza e li costrinse alla resa due giorni dopo, tagliando una delle principali linee di comunicazione e rifornimento tra le principali fortificazioni orientali di Montréal e Québec ed i territori francesi (la rotta settentrionale, lungo il fiume Ottawa, rimase aperta durante la guerra). I britannici conquistarono beni per 800 000 livre.

## Contesto storico
Tra le campagne militari britanniche della guerra franco-indiana nel 1758 c'erano tre obiettivi principali. Due di questi erano la conquista di Fort Louisbourg e Fort Duquesne ed ebbero successo. La terza campagna, una spedizione con i 16000 uomini del generale James Abercrombie, fu disastrosamente sconfitta l'8 luglio 1758 da un piccolo esercito francese quando tentò la conquista di Fort Carillon (oggi noto come Fort Ticonderoga). Dopo il fallimento molti dei subalterni di Abercrombie cercarono di evitare la responsabilità del disastro.

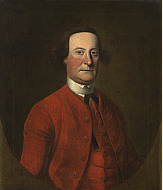
John Bradstreet

Il tenente colonnello John Bradstreet rinnovò una vecchia proposta di conquistare Fort Frontenac, fortezza francese e trading post sulla costa settentrionale del lago Ontario dove sfocia il San Lorenzo. Abercrombie, che inizialmente aveva rifiutato l'idea dicendo che i soldati servivano per la conquista di Carillon, approvò il piano di Bradstreet di risalire la valle del Mohawk fino a Fort Oswego (conquistato e bruciato dai francesi nel 1756) per poi attraversare il lago ed attaccare Frontenac.
Bradstreet organizzò un esercito a Schenectady composto da soli 135 soldati regolari e circa 3500 milizie, reclutati nelle province di New York, Massachusetts, New Jersey e Rhode Island. Quando il suo esercito raggiunse le rovine di Fort Oswego il 21 agosto, Bradstreet aveva già perso 600 uomini, soprattutto per le diserzioni. Durante il tragitto trovarono poca resistenza da parte di francesi e indiani, ma la strada per Oswego, inutilizzata dal 1756, era coperta dalla vegetazione e parte dei corsi d'acqua si erano insabbiati obbligando a portare a mano i pesanti barconi. La flotta di Bradstreet attraversò l'Ontario sbarcando senza resistenza a 1,6 km da Fort Frontenac il 25 agosto.
Fort Frontenac era un importante centro di commercio delle pelli per indiani e francesi. Il commercio aveva tanto successo che alcuni indiani preferivano fare affari con i francesi che con gli avamposti inglesi di Albany (New York). La fortificazione di calcare fatiscente era difesa da una misera guarnigione, con circa 100 soldati e alcune milizie ed indiani comandati da Pierre-Jacques Payen de Noyan et de Chavoy, veterano della guerra di Re Giorgio. Nonostante la fortezza fosse solitamente difesa da molti più uomini, i limitati mezzi a disposizione per la difesa della Nuova Francia avevano obbligato i capi militari a ridurre le difese di parti del Canada. Noyan fu avvisato dell'arrivo della spedizione quando i ricognitori indiani presero alcuni prigionieri, per cui le autorità di Montréal organizzarono dei rinforzi. I rinforzi, però, non giunsero prima degli inglesi.

## Battaglia

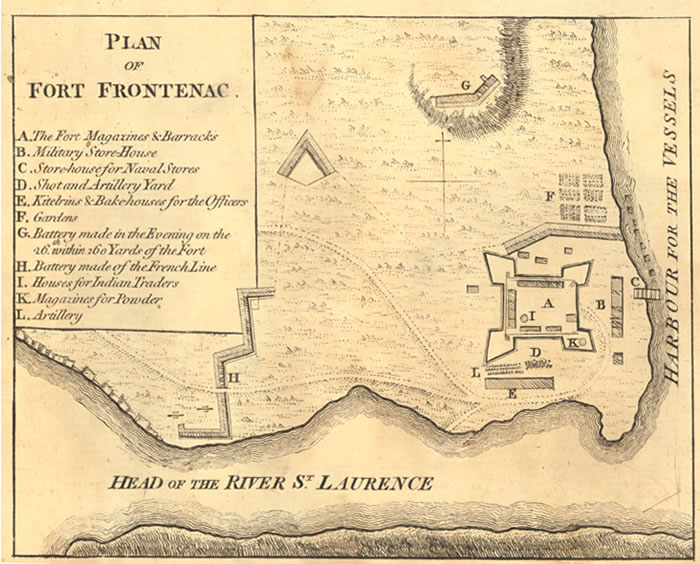
Mappa del 1763 raffigurante le posizioni britanniche

La notte dopo lo sbarco gli uomini di Bradstreet posizionarono le batterie di cannoni ed iniziarono a scavare trincee verso la fortezza. Cercarono anche, con successo, di abbordare due o tre navi francesi ormeggiate davanti alla fortezza. La mattina del 26 agosto i britannici aprirono il fuoco. La guarnigione francese rispose con cannoni e moschetti, ma non fece molta impressione agli inglesi. I due schieramenti continuarono a spararsi il 27°, ed i britannici portarono i cannoni a nordovest della fortezza, a circa 180 metri. Il mattino del 28° due navi francesi tentarono la fuga dal porto, ma si fermarono dopo che i britannici le presero di mira. Dopo un breve consiglio di guerra, Noyan issò bandiera bianca.

## Conseguenze
Con la conquista di Frontenac, i britannici avevano intercettato importanti rifornimenti destinati alle fortezze francesi dell'Ohio Country. Furono trovati oltre 60 cannoni (alcuni dei quali britannici che i francesi avevano preso ad Oswego) e centinaia di barili di provviste. Per le molte milizie di Bradstreet il guadagno più grosso furono le pelli destinate a Montréal. In tutti i beni catturati furono stimati in 800 000 livre. Dato che gli ordini di Bradstreet non erano l'occupazione del forte ma la sua distruzione, molte provviste furono bruciate prima di tornare ad Oswego, usando alcune delle navi catturate per trasportare il bottino. Bradstreet liberò i prigionieri francesi dopo che Noyan ebbe promesso di rilasciare un uguale numero di britannici, e così i francesi iniziarono a dirigersi a Montréal. Si unirono alle difese di Montréale fondarono Fort de La Présentation (oggi Ogdensburg) come base per rifornimento e difesa. Fort Frontenac fu occupato da una piccola guarnigione nel 1759, ma non fu più un centro importante nel resto della guerra, che finì con la caduta di Montréal nel settembre 1760.
Il governatore della Nuova Francia, Pierre de Rigaud de Vaudreuil-Cavagnal, si assunse la piena responsabilità per le perdite francesi, avendo creduto che as i britannici "non avrebbero avuto il coraggio di entrare [nel lago Ontario] dove [la Francia] aveva dei vascelli". Obbligò comunque Noyan alle dimissioni. Noyan tornò in Francia dove passò del tempo nella Bastiglia accusato di aver sottratto fondi pubblici, e fu alla fine multato di sei livre.